# Église Saint-Michel de Cordes-sur-Ciel
L'église Saint-Michel de Cordes-sur-Ciel est une église catholique située à Cordes-sur-Ciel, en France.

## Localisation
L'église est située dans le département français du Tarn, sur la commune de Cordes-sur-Ciel.

## Historique
L'édifice est classé au titre des monuments historiques en 1922.